# Гастон II (виконт Беарна)
Гастон II (фр. Gaston, баск. Gaston; умер ранее 1022 года) — виконт Беарна с ок. 1004 года, сын виконта Сантюля III.

## Биография
Известно о Гастоне очень мало. Он унаследовал Беарн после гибели своего отца около 1004 года, в то время как Виконтство Олорон, захваченное Сантюлем III, вернулось к своему законному правителю Анеру II Лупу.
Гастон упомянут вместе с отцом в датированной 993 годом хартии герцога Гаскони Гильома Санша о восстановлении монастыря Сен-Север. Также имя Гастона встречается в дарственной хартии монастырю Сен-Северин в Бордо, датированной, примерно, 1020 годом.
По сообщению аббата Монлезёна в «Истории Гаскони», Гастон предоставил инвеституру города Юзан аббату Лескара.
Умер Гастон ранее 1022 года. Ему наследовал Сантюль IV Старый.

## Брак и дети
Имя жены Гастона I неизвестно. Единственный сын от этого брака:
- Сантюль IV Старый (ум. ок. 1058), виконт Беарна с ок. 1022, виконт Олорона с ок. 1045[2]